# Lilli Forss-Nordström
Lilli Anna Elisabeth Forss-Nordström, född 3 april 1893 i Helsingfors, död där 21 augusti 1968, var en finländsk författare.
Forss-Nordström, som var dotter till redaktör Mathias Forss och Minna Rancken, blev student 1911, avlade pedagogexamen 1912 och var auskultant vid Ekenäs seminarium 1912–1913. Hon var lärare vid Helsingfors folkskolor, föreståndare vid Alberga folkskola 1925–1955 och lärare i svenska vid olika skolor i Helsingfors från 1956, bland annat i Laguska flickskolan 1959–1960, i Svenska lyceet 1959–1960 och i Läroverket för gossar och flickor från 1960. Hon var ordförande i Alberga svenska Martha-förening 1945–1956 samt styrelsemedlem i Ungdomens författarförening och Dramatikerförbundet.